# Hydrophis caerulescens
Hydrophis caerulescens är en ormart som beskrevs av Shaw 1802. Hydrophis caerulescens ingår i släktet Hydrophis och familjen giftsnokar och underfamiljen havsormar. Inga underarter finns listade i Catalogue of Life.
Denna orm förekommer i havet nära kusten vid Indien, Sri Lanka, sydöstra Kina, Vietnam, Kambodja, Thailand, Malackahalvön, Borneo, Sumatra och norra Australien. Arten vistas i havsområden som vanligen är upp till 10 meter djupa. Födan utgörs främst av ålar. Honor lägger inga ägg utan föder levande ungar.
Några exemplar hamnar som bifångst i fiskenät och dör. Andra hot är inte kända. IUCN kategoriserar arten globalt som livskraftig.